# سوم توغود (كورنوال)
سوم توغود (بالإنجليزية: Come-to-Good)‏ هي قرية تقع في المملكة المتحدة في كورنوال.  يقدر عدد سكانها بـ 10 نسمة .